# Схарстербрюг
Схарстербрюг (нід. Scharsterbrug) — село в нідерландській провінції Фрисландія. Входить до муніципалітету Фріске-Маррен.
Його площа становить 6,87 км², а населення станом на 2021 рік складало 805 осіб.
Перша згадка про населений пункт датується 1847 роком.

## Галерея

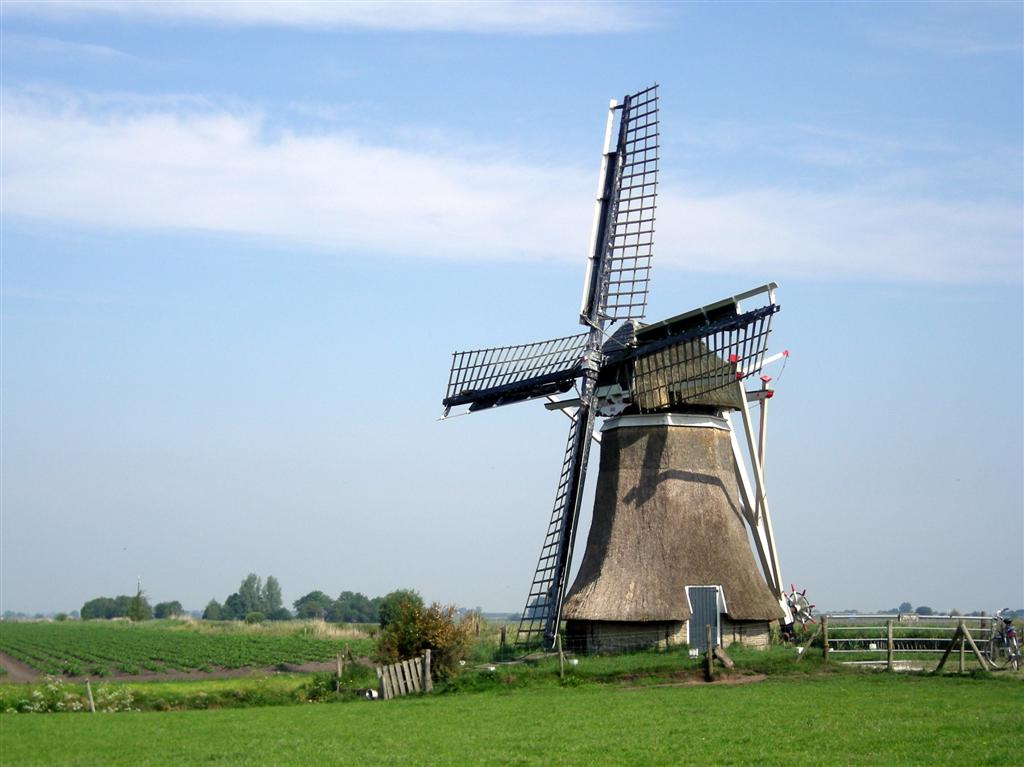
Вітряк
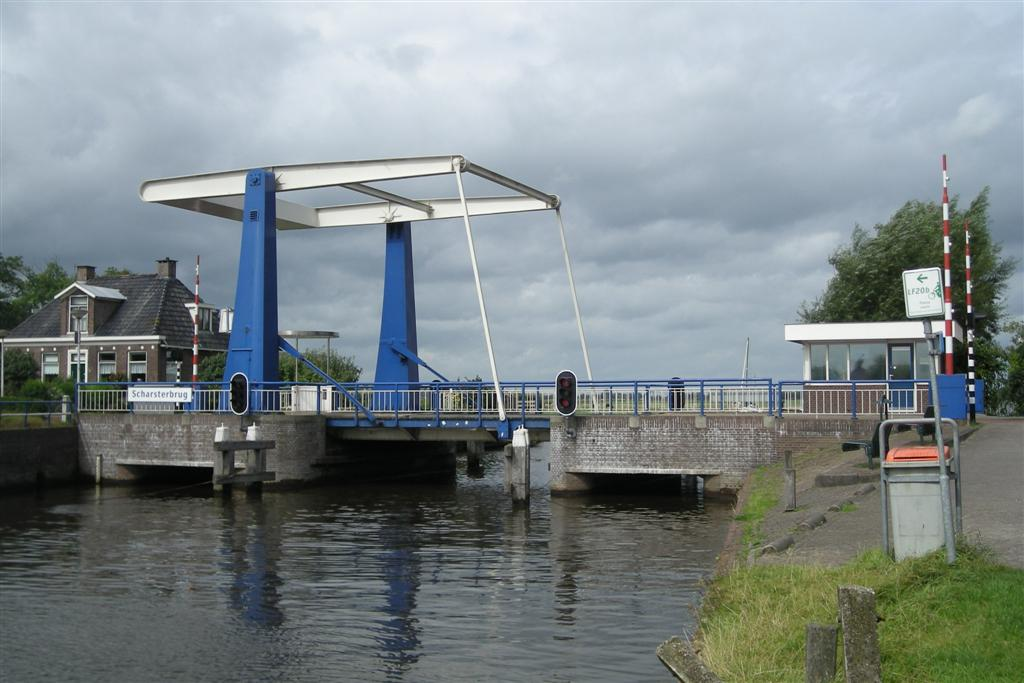
Міст у селі